# Orasema gemignanii
Orasema gemignanii är en stekelart som beskrevs av De Santis 1967. Orasema gemignanii ingår i släktet Orasema och familjen Eucharitidae. Inga underarter finns listade i Catalogue of Life.